# Kajaani
Kajaani (/ˈkɑ.jɑː.ni/ ; en suédois : Kajana), aussi appelé Cajanebourg en français, ville du centre-est de la Finlande, est la capitale de la région de Cajanie et la deuxième ville de la province d'Oulu.
Elle est le siège de la brigade de Cajanie, la plus grosse garnison de Finlande avec 600 permanents et une moyenne de 4 000 conscrits.
Kajaani est la cité dans laquelle Urho Kekkonen, né à Pielavesi, a passé son enfance et sa jeunesse.

## Histoire
La ville a été fondée par le gouverneur général de Finlande Per Brahe en 1651 autour du château de Kajaani.
Le château, terminé en 1619, avait pour vocation de surveiller la frontière septentrionale entre la Suède-Finlande et Russie.
Le château est agrandi, puis assiégé par les Russes pendant la Grande Guerre du Nord.
En mars 1716, le château est capturé et les Russes le font exploser.
Les ruines sont encore visibles aujourd'hui en plein centre-ville, sur une île de la rivière Kajaaninjoki.

Aux XVIIIe et XIXe siècles, Kajaani est au centre d'une région qui s'enrichit avec le commerce du goudron végétal.
L'industrialisation est tardive, centrée sur la pâte à papier, qui reste une activité essentielle aujourd'hui pour une ville qui a beaucoup souffert des crises des années 1970 à 1995 et a perdu plus de 10 000 habitants depuis 1960.
Au 1er janvier 2007, Kajaani fusionne avec la municipalité de Vuolijoki, accroissant sa superficie de 65 % et sa population d'environ 2 500 habitants.

## Géographie
Si la commune est étendue à l'échelle du pays, elle n'est que moyenne dans un nord-est de la Finlande ou le gigantisme est la norme. La commune est largement forestière et bordée au nord par le grand lac Oulujärvi.
Les communes limitrophes sont Pyhäntä et Kestilä à l'ouest (Ostrobotnie du Nord), Vaala au nord-ouest, Paltamo au nord, Sotkamo à l'est et Sonkajärvi au sud (Savonie du Nord).

## Population
Depuis 1980, la démographie de Kajaani a évolué comme suit,, :
| Année      | 1980   | 1985   | 1990   | 1995   | 2000   |
| ---------- | ------ | ------ | ------ | ------ | ------ |
| population | 38 016 | 39 416 | 39 577 | 39 827 | 38 912 |

| Année      | 2010   | 2015   | 2020   |
| ---------- | ------ | ------ | ------ |
| population | 37 890 | 37 714 | 36 700 |

## Conseil municipal
|                                                                                     |           |        |        |        |        |        |        |        |        |        |         |
| Année                                                                               | Sièges    | Sièges | Sièges | Sièges | Sièges | Sièges | Sièges | Sièges | Sièges | Sièges | Votants |
| Année                                                                               | SKDL Vas. | Kesk.  | Kok.   | SDP    | LKP    | SKL KD | SMP PS | Vihr.  | SE     | Autres | Votants |
| 1976                                                                                | 18        | 11     | 9      | 9      | 3      | 1      | −      |        |        |        | 80,4 %  |
| 1980                                                                                | 16        | 12     | 10     | 9      | 1      | 1      | 2      |        |        | −      | 78,6 %  |
| 1984                                                                                | 15        | 13     | 10     | 8      |        | 1      | 3      | 1      |        |        | 71,3 %  |
| 1988                                                                                | 14        | 15     | 9      | 8      | −      | 1      | 2      | 2      |        |        | 65,9 %  |
| 1992                                                                                | 14        | 13     | 7      | 10     | −      | 1      | 2      | 3      |        | 1a     | 66,0 %  |
| 1996                                                                                | 14        | 17     | 8      | 8      | −      | −      | −      | 3      |        | 1b     | 56,6 %  |
| 2000                                                                                | 11        | 19     | 7      | 7      |        | 1      | −      | 3      | 3c     | −      | 49,5 %  |
| 2004                                                                                | 11        | 18     | 8      | 9      |        | 1      | −      | 2      | 2c     | −      | 50,9 %  |
| 2008                                                                                | 10        | 17     | 8      | 6      |        | 1      | 4      | 2      | 3      |        | 52,7 %  |
| 2012                                                                                | 8         | 13     | 8      | 7      |        | 1      | 9      | 2      | 3      |        | 51,5 %  |
| 2017                                                                                | 10        | 14     | 8      | 7      | −      | 1      | 6      | 5      |        |        | 49,3 %  |
| a Kajaanin asukasliiton yhteislista b Kajaani nyt c Yhdessä Kajaani Sitoutumattomat |           |        |        |        |        |        |        |        |        |        |         |
| Sources: Tilastokeskus, Ministère de la justice, Yleisradio                         |           |        |        |        |        |        |        |        |        |        |         |

## Économie

### Principales entreprises
En 2022, les principales entreprises de Kajaani par chiffre d'affaires sont :
| Société                     | C.A.   |
| --------------------------- | ------ |
| Osuuskauppa Maakunta        | 186 M€ |
| Kajave Oy                   | 51 M€  |
| Fin-Terpuu Oy               | 42 M€  |
| Loiste Energia Oy           | 41 M€  |
| Sakela Rakennus Oy          | 39 M€  |
| Eltel Networks Pohjoinen Oy | 36 M€  |
| Kajaanin Romu Oy            | 29 M€  |
| Kainuun Voima Oy            | 28 M€  |
| Kajaanin ammattikorkeakoulu | 22 M€  |
| Loiste Lämpö Oy             | 22 M€  |

### Employeurs
En 2022, les plus importants employeurs de Kajaani sont:
| Employeur                   | Employés |
| --------------------------- | -------- |
| Osuuskauppa Maakunta        | 453      |
| Fin-Terpuu Oy               | 406      |
| Eltel Networks Pohjoinen Oy | 255      |
| Kajaanin ammattikorkeakoulu | 231      |
| Arffman                     | 135      |
| Paikallis-Sähkö Oy          | 130      |
| Rpk Rakennus Kemppainen Oy  | 101      |
| Attendo Marian kartano      | 96       |
| Kaisanet Oy                 | 92       |
| VMP Kajaani                 | 84       |

## Transports

### Aérien
La ville est desservie par un petit aéroport relié à Helsinki par 3 vols Finnair quotidiens en semaine et 2 le week-end. C'est le 13e du pays par le trafic, avec 99 455 passagers en 2005.

### Ferroviaire
La ville a une gare est desservie par la voie ferrée Kouvola–Iisalmi.
Kajaani est aussi traversé par la ligne d'Otanmäki.
Le trajet Helsinki-Kuopio-Iisalmi-Kajaani dure plus de 7 heures mais sera réduit en fin d'année 2006 de près d'une heure grâce à de nouveaux aménagements. Par le nord, la voie ferrée contourne le lac Oulujärvi pour rejoindre Oulu en 2 h 20.

### Routier
- La nationale 5 (route E63) arrive d'Helsinki via Kuopio et continue jusqu'à Sodankylä via Kuusamo.
- La nationale 6 vient également d'Helsinki, via Lappeenranta et Joensuu, elle se termine à Kajaani.
- Les nationales 22 et 28 permettent respectivement de rejoindre Oulu et Kokkola.
- La kantatie 89 met Kajaani à 126 km du poste frontière russe de Vartius, seul point de passage officiel entre Kuusamo-Kortesalmi au nord (150 km) et Niirala au sud (280 km). La seututie 899 relie Sotkamo à Kajaani.
- La route du goudron traverse Kajaani.

Distances avec les villes principales :
- Iisalmi 84 km
- Kilpisjärvi 770 km
- Hanko 660 km
- Helsinki 549 km
- Joensuu 231 km
- Jyväskylä 316 km
- Kemijärvi 386 km
- Kuopio 170 km
- Kuusamo 248 km
- Lappeenranta 446 km
- Mikkeli 330 km
- Oulu 188 km
- Rovaniemi 339 km
- Sodankylä 467 km
- Tampere 455 km
- Tornio 312 km
- Turku 611 km
- Utsjoki 791 km

## Lieux et monuments
- Château de Kajaani
- Canaux du goudron (Kajaani) (fi)
- Manoir de Karolineburg (fi)
- Église de Kajaani
- Université des sciences appliquées
- Église de la transfiguration du Christ (fi)
- Église de Vuolijoki
- Église de Paltaniemi (fi)
- Maison d'Eino Leino
- Mairie de Kajaani
- Musée d’art de Kajaani
- Musée du Kainuu (fi)
- Gare ferroviaire de Kajaani
- Koskikara (fi),
- École primaire de Kajaani (fi)
- Centre de Kaukametsä (fi)
- Maison de Urho Kekkonen
- Mémorial Urho Kekkonen (fi)
- Chalet d'Elias Lönnrot
- Zone naturelle protégée de Talaskangas (fi)
- Hôpital central de Kainuu

## Jumelages
Kajaani est jumelée avec:
| Ville | Ville                          | Pays | Pays       | Période     |
| ----- | ------------------------------ | ---- | ---------- | ----------- |
|       | arrondissement de Schwalm-Eder |      | Allemagne  | depuis 1973 |
|       | Bayonne                        |      | France     |             |
|       | Jiujiang                       |      | Chine      | depuis 2006 |
|       | Marquette                      |      | États-Unis | depuis 1997 |
|       | Nyíregyháza                    |      | Hongrie    | depuis 1981 |
|       | Östersund                      |      | Suède      | depuis 1943 |

## Personnalités de Kajaani
- Antti Halonen
- Eino Leino
- Henrik Flöjt
- Jorma Korhonen
- Jouko Karjalainen
- Marko Kemppainen
- Matti Heikkinen
- Olli Malmivaara
- Pekka Suorsa
- Riku Nieminen
- Sakari Kukko
- Tommi Leinonen
- Urho Kekkonen
- Kasperi Heikkinen
- Le groupe Merging Flare
- Kustaa Karjalainen
- Eero Sipilä

## Galerie

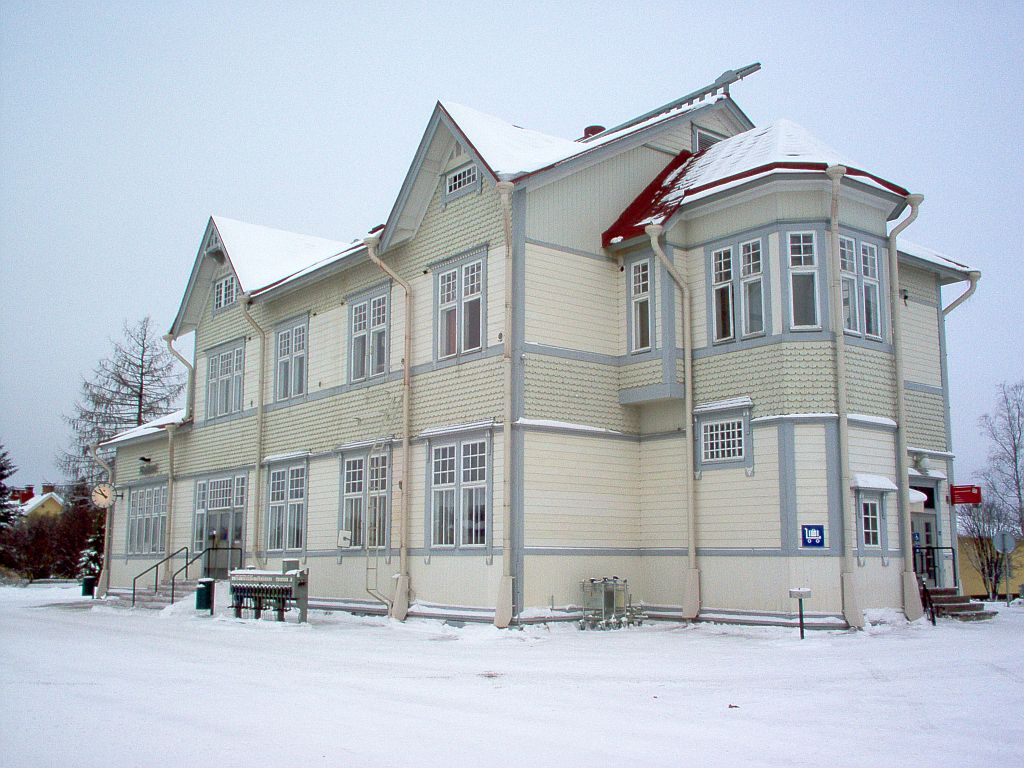
Gare ferroviaire de Kajaani
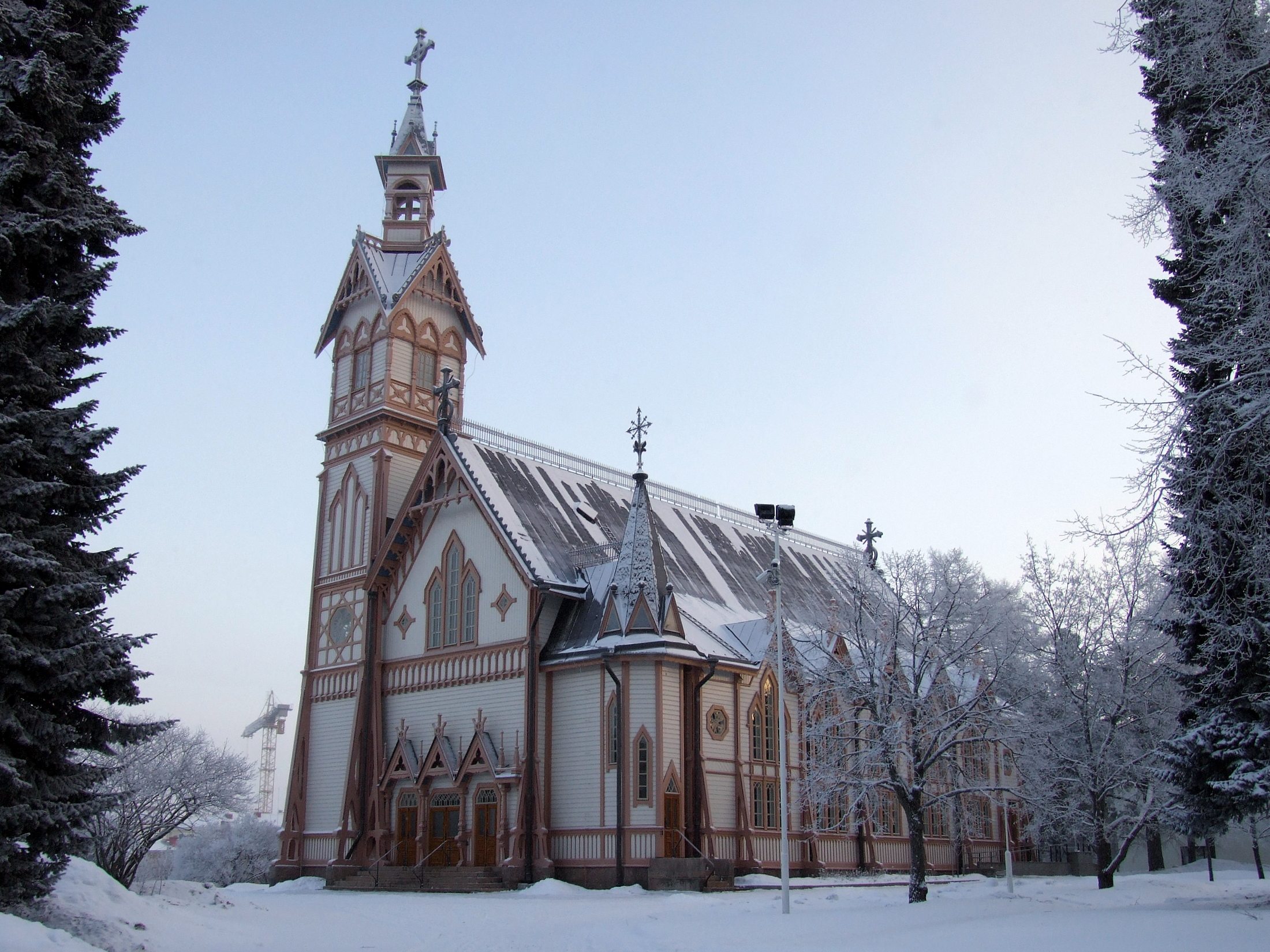
Église de Kajaani
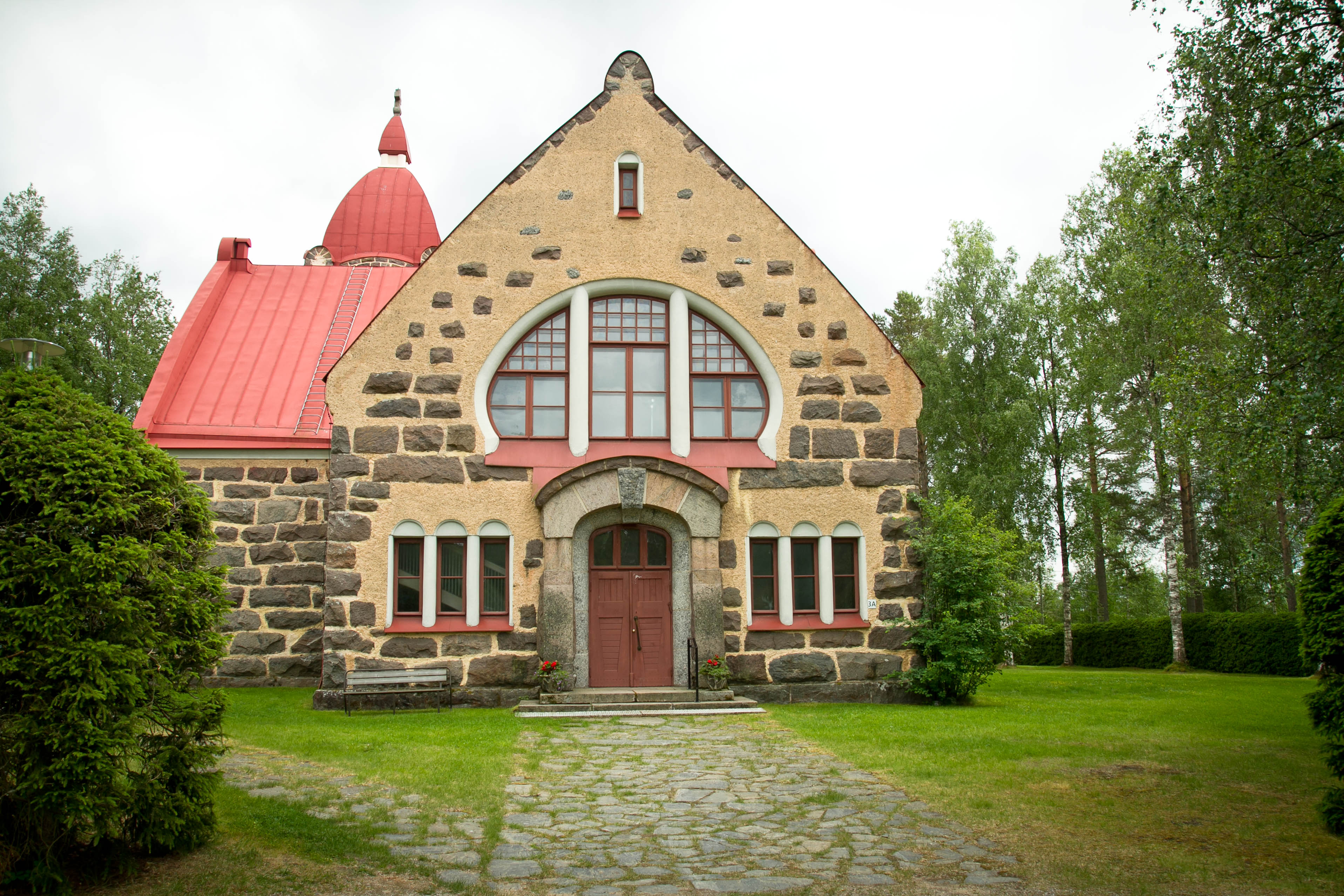
Église de Vuolijoki

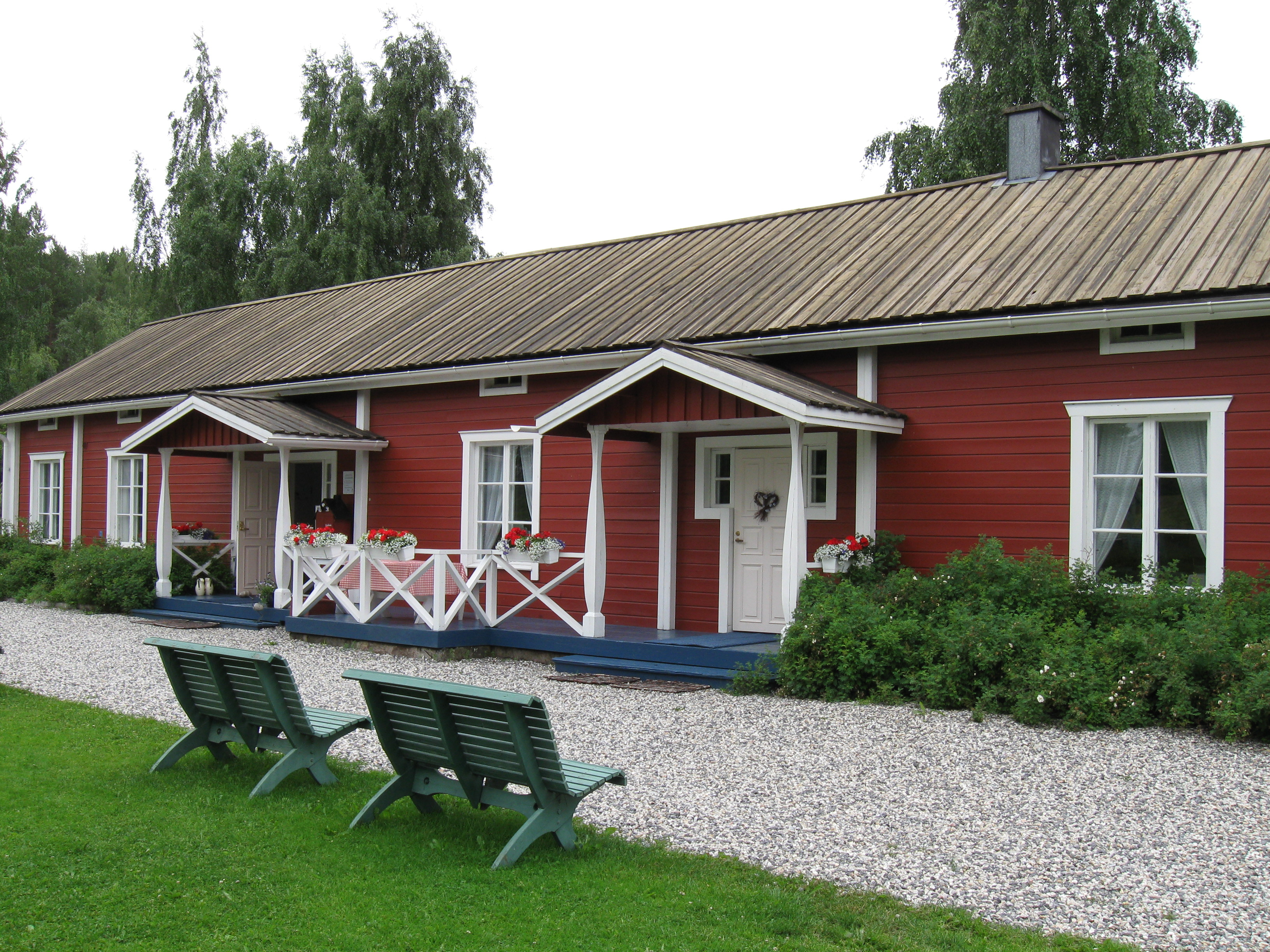
La maison de Eino Leino.
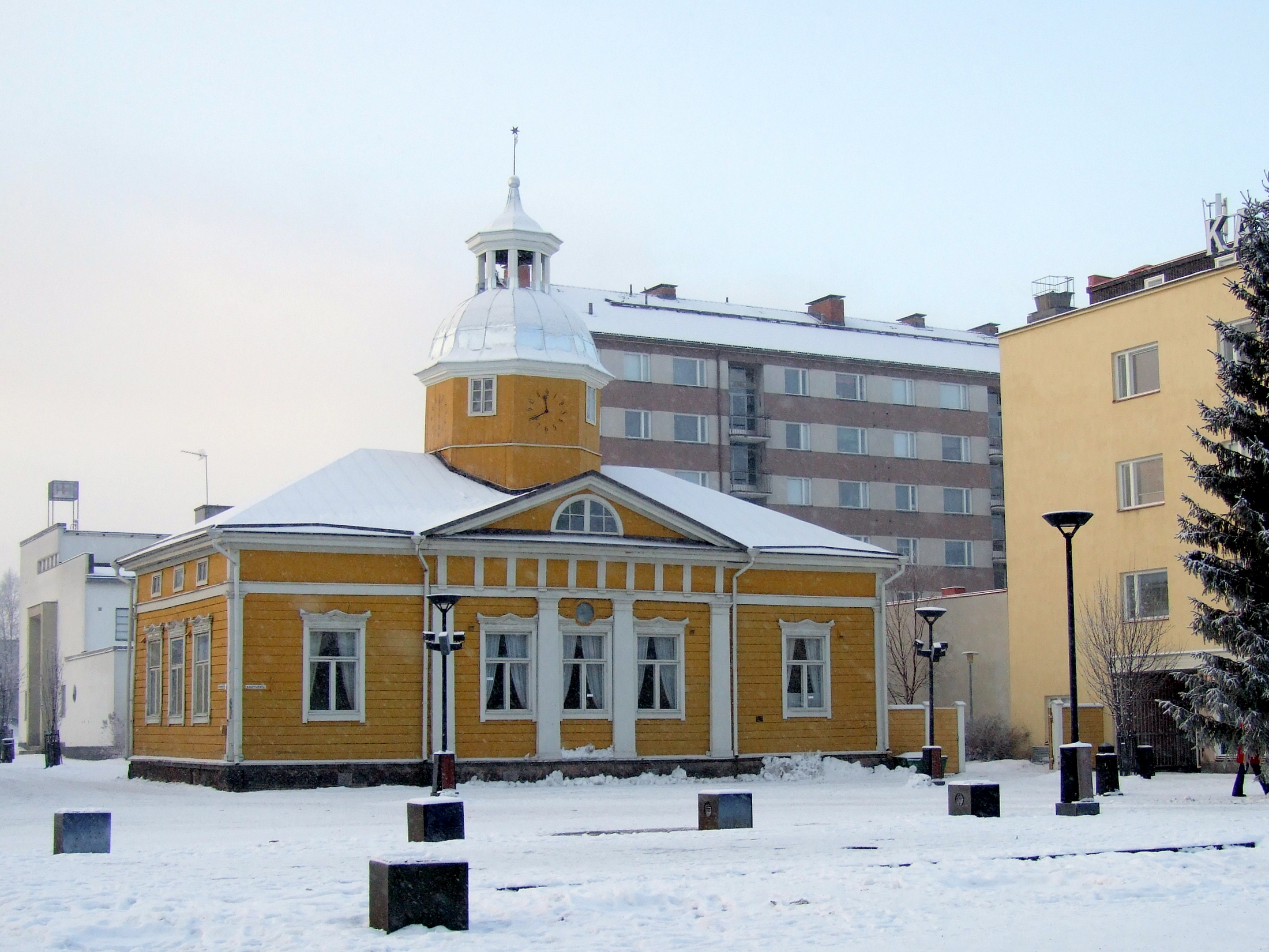
La mairie de Kajaani.
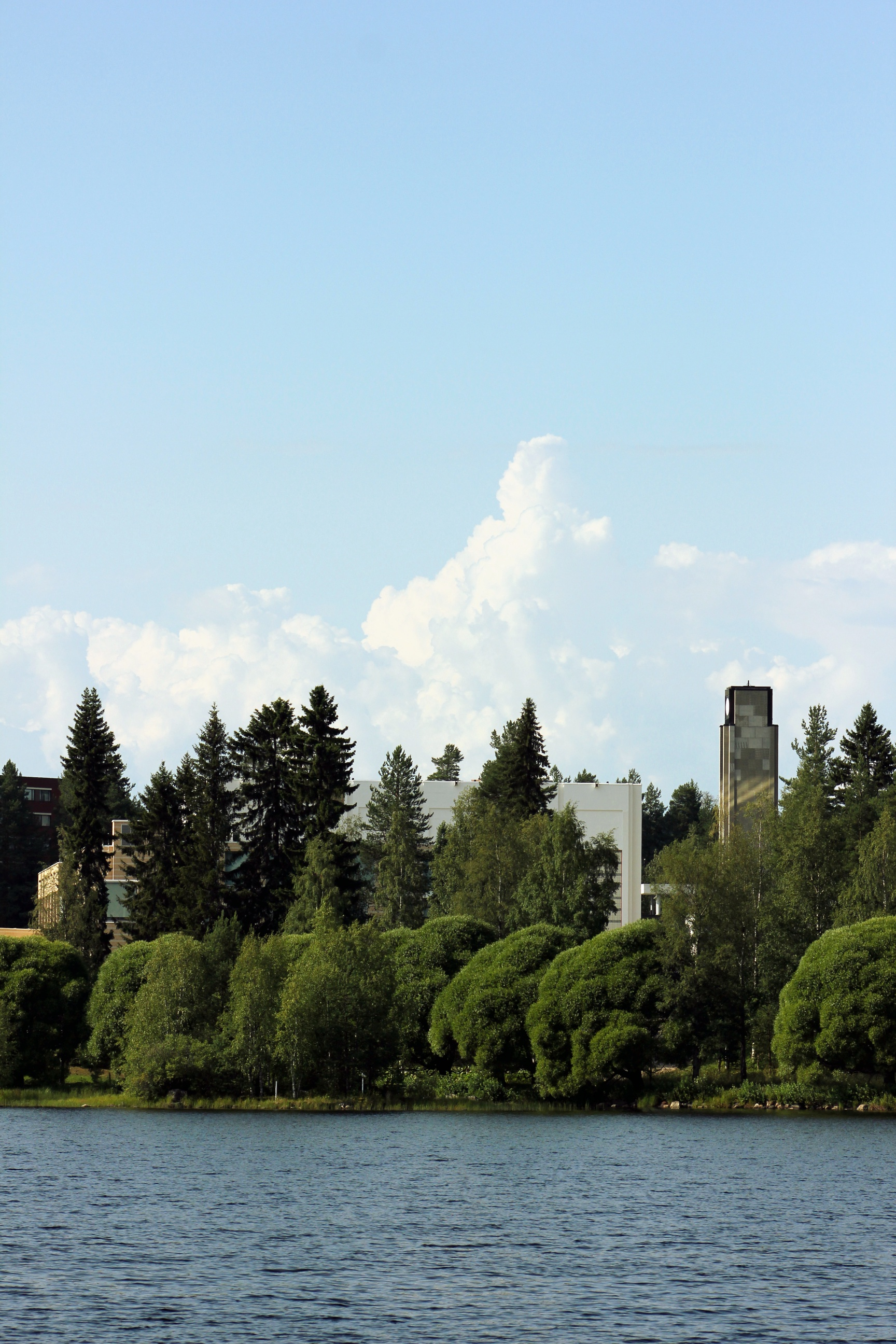
Centre de Kaukametsä.